# Jean-Pierre Pernot
Ne doit pas être confondu avec Jean-Pierre Pernaut.
Pour les articles homonymes, voir Pernot.
Jean-Pierre Pernot, né le 25 juin 1947 à Clichy (Seine) et mort le 2 juin 2025 à Ennery (Val-d'Oise), est un homme politique français. Il est maire de Méry-sur-Oise et député du Val-d’Oise.

## Détail des fonctions et des mandats
Fonction politique
- Président du MRC du Val-d'Oise

Mandats locaux
- 1989 - 1995 : Conseiller municipal de Méry-sur-Oise
- 1995 - 2001 : Maire de Méry-sur-Oise
- 2001 - 2003 : Maire de Méry-sur-Oise
- 2003 - 2008 : Maire de Méry-sur-Oise
- 2008 - 2014 : Maire de Méry-sur-Oise

Mandat parlementaire
- 29 août 1999 - 18 juin 2002 : Député de la 2e circonscription du Val-d'Oise

Autres fonctions
- Président du syndicat intercommunal du SIECUEP
- depuis 1995 : Vice-président du Syndicat des eaux d'Île-de-France (SEDIF)

## Inéligibilité
Jean-Pierre Pernot est déclaré inéligible à deux reprises par le Conseil constitutionnel pour des irrégularités dans ses comptes de campagne : pour une durée d'un an à compter du 20 mars 2003 ; et pour une durée de trois ans à compter du 22 mars 2013.